# Severino Andreoli
Severino Andreoli (Caprino Veronese, 8 gennaio 1941) è un ex ciclista su strada italiano.
Tra i dilettanti nel 1964 fu campione mondiale e medaglia d'argento olimpica nella specialità della cronometro a squadre. Fu poi professionista dal 1965 al 1969, vincendo una tappa al Giro d'Italia 1966.

## Carriera
Tesserato per il G.S. Bencini di Verona, da dilettante nel 1964 vinse l'oro mondiale ad Albertville e l'argento olimpico a Tokyo nella specialità della 100 km a cronometro a squadre: in entrambe le occasioni il quartetto azzurro era completato da Ferruccio Manza, Pietro Guerra e Luciano Dalla Bona.
Passato professionista nel 1965 con la Vittadello, in stagione fu terzo in due tappe del Giro d'Italia; nel 1966 vinse quindi la sua prima e unica corsa, la tappa del Giro d'Italia con arrivo a Genova. Concluse la carriera professionistica nel 1969 dopo due stagioni alla Filotex.

## Palmarès
- 1962 (Dilettanti)

Coppa Calze Santagostino
Medaglia d'Oro Fiera di Sommacampagna
- 1963 (Dilettanti)

9ª tappa Course de la Paix (Toruń > Poznań)
Trofeo De Gasperi
Coppa Negrini
Trofeo Città di Lucca
- 1966 (Vittadello, una vittoria)

3ª tappa Giro d'Italia (Diano Marina > Genova)
- 1968 (Filotex, una vittoria)

Circuito di Col San Martino

### Altri successi
- 1964 (Dilettanti)

Campionati del mondo, Cronosquadre

## Piazzamenti

### Grandi Giri
- Giro d'Italia

1965: 53º
1966: 71º
1967: 64º
- Tour de France

1968: ritirato (12ª tappa)
- Vuelta a España

1968: ritirato (6ª tappa)

### Classiche monumento
- Milano-Sanremo

1966: 16º

### Competizioni mondiali
- Campionati del mondo

Albertville 1964 - Cronosquadre: vincitore
- Giochi olimpici

Tokyo 1964 - Cronosquadre: 2º
Tokyo 1964 - In linea: 28º